# ざんげの値打ちもない
「ざんげの値打ちもない」（ざんげのねうちもない）は、北原ミレイのデビューシングル。1970年10月5日に東芝音楽工業より発売された。

## 背景
北原はデビュー当時、事務所の意向による曲のイメージ作りの為に、笑わず、しゃべらず、俯いて歌うよう徹底された。北原自身は本当はおしゃべり好きであった為、偽りの自分を演じることが辛くて体重が10キロも痩せてしまったといい、「こんなことをするために歌手になったのではないという気持ちだった」と述懐している。しかし、作詞を手掛けた阿久悠から「この曲はおまえにしか歌えない」と説き伏せられ、今では「歌手 ″北原ミレイ″ を生んでくれた曲だと思っている」と話している。
2008年8月5日、NHKで放送された『歌謡コンサート「阿久悠　歌よ時代を語れ」』に於いて、当初「ざんげの値打ちもない」は5番まで歌詞があり、レコーディングまで済ませたが、4番の歌詞が先進的という理由でカットされ、その部分を省略して発表されたことが明かされた。当日生放送のステージでその入るはずだった4番の歌詞を本人の記憶を元に再現した「ざんげの値打ちもない」を唄った。刑務所が舞台になっていることから3番の後の行動結果を暗示させた内容となっていることがわかる。
この「幻の4番」の歌詞は1971年の東映映画「ずべ公番長 ざんげの値打もない」の中で北原によって唄われているが、2番以降の歌詞が異なる全5番構成となっている。2008年6月にSolid Recordsレーベルより発売されたサウンドトラック盤CDで聞くことができる。
また、北原の歌唱による従来の4番構成の歌詞に本来の4番を入れ込んだ＜完全版＞の音源化は、2009年3月に発売されたCDアルバム『軌跡～ベネチアの雪』が初となる。
この＜完全版＞は、 2017年2月7日放送「うたコン」（NHK総合、生放送)、2020年3月31日の「うたコン」 (NHK総合、生放送) にて北原ミレイ本人によって唄われている。

## 収録曲
1. ざんげの値打ちもない [3:40]
作詞：阿久悠／作曲：村井邦彦／編曲：馬飼野俊一
2. その時花はアカシアだった [2:59]
作詞：橋本淳／作曲：大本恭敬／編曲：有明春樹

## カバー
演歌・歌謡曲の歌手の多くがカバーしているが、うたまっぷに登録されたものは、研ナオコ版とクミコ・泉谷しげるによるデュエット版（いずれも4番を切り詰めた省略版）、北原歌唱の省略版と完全版、そして4番を本来の位置に入れ込んだ、山崎ハコ版（完全版）の5種である。
- 山崎ハコ － 『歌い継ぎたい歌がある ～阿久悠ベストカヴァー～』（2013年7月31日、ユニバーサル・ミュージック）に収録[注釈 2]。
- 藤圭子 － 1971年7月5日サンケイホールライブ音源を『藤圭子リサイタル』（1971年10月5日、RCA）。CDでは『藤圭子 POPS COLLECTION』（1999年5月21日、BMGジャパン）。CD-BOX『藤圭子劇場』（2016年10月19日、ソニーミュージック）に収録。